# 王如痴
王如痴（1903年—1935年8月），又名涪欧、书铨，湖南祁东人，中国工农红军将领。

## 生平

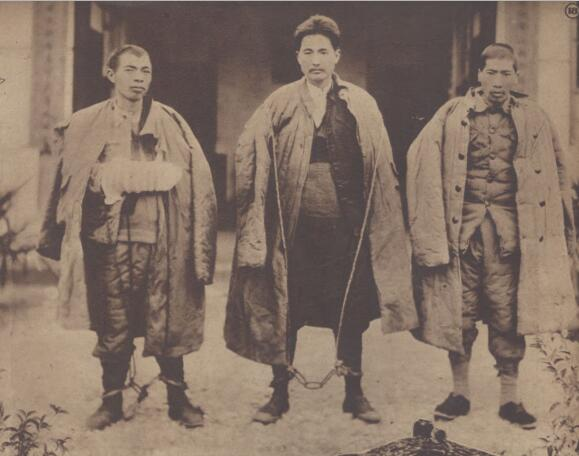
被俘的红军将领刘畴西、方志敏、王如痴

1926年8月，加入中国共产党。同年底赴莫斯科中山大学学习。1928年冬归国，至井冈山红四军做政治工作。1930年起历任红六军（后改称红三军）第二纵队四支队政委、红三军八师政委、参加第二次攻打长沙和第一、二、三次反围剿战争。1932年8月，起历任红五军团十三军政委、红一军团三十一师政委、红十一军政委，率部参加第四次反“围剿”作战。1933年3月，调闽浙赣革命根据地，任新十军军长兼政委，同年秋改任军参谋长，参加保卫闽浙赣根据地的反围剿作战。1934年2月，被选为中华苏维埃共和国中央执行委员。同年6月调任皖赣红军独立师师长。11月红十军团成立，任第十九师参谋长，编入红军抗日先遣队北上作战。1935年1月在江西怀玉山区陷入国军重围，被俘。8月在南昌被處決。

## 纪念设施
- 王知痴故居：位于祁东县太和堂镇向阳村二组，为湖南省重点文物保护单位[4]。现在由王如痴的侄儿王聚云管理[5]。
- 王如痴烈士墓：位于王知痴故居的附近[4]。